# ¿Sabés nadar?
¿Sabés nadar? è  un film argentino del 2002 diretto da Diego Kaplan.

## Trama
Facundo, regista di Buenos Aires in crisi sentimentale, si reca in vacanza a Mar del Plata in cerca di ispirazione professionale. Qui conosce Dolores, cameriera e istruttrice di nuoto, di cui si innamora. Dolores è però fidanzata con il surfista Marcos, col quale programma di sposarsi. Nel frattempo la sorella minore di Dolores, Mariana, si invaghisce di Facundo.

## Produzione
Opera prima del regista Diego Kaplan, nacque in seguito ad una conversazione casuale con l'attore Juan Cruz Bordeu, figlio di Graciela Borges. Il film contò su un budget ridotto e, una volta terminati i fondi, usufruì di un prestito da parte dell'Instituto Nacional de Cine y Artes Audiovisuales per poter essere portato a termine. Bordeu, oltre a prendervi parte come attore, ne fu anche produttore.
Le riprese del film, che durarono quaranta giorni, si svolsero nel 1998 tra Buenos Aires, Adrogué e Mar del Plata.
Per via di alcune dispute legali, non venne proiettato per quattro anni dopo la sua realizzazione. La pellicola venne presentata in anteprima al Buenos Aires Festival Internacional de Cine Independiente, dove concorse al premio per il miglior film. Prese parte, inoltre, al Festival internazionale del cinema di Mar del Plata e fu distribuito nelle sale cinematografiche il 31 ottobre 2002.

## Accoglienza
Il quotidiano Clarín recensì positivamente la pellicola, in particolare la performance di Leticia Brédice.
Diego Batlle su La Nación scrisse che "il film, inevitabilmente irregolare, oscilla tra situazioni di successo e altre tanto banali quanto superflue" ma lo definì "un film precursore, uno dei primi tentativi concreti di concepire un ritratto generazionale" e ne apprezzò sia la fotografia che le musiche che l'interpretazione degli attori.
Su Página/12, il critico Martín Pérez affermò: "Piccolo, umile e affascinante, il debutto cinematografico di Kaplan racchiude un universo tutto suo, che non ha bisogno di fantasmi catodici" e la definì "Un'opera prima che non si preoccupa di dire tutto, l'opera di un regista che ha delle cose da dire, ma sa che avrà tempo per dirle".

## Riconoscimenti
- 1999 - Buenos Aires Festival Internacional de Cine Independiente
  - Candidatura al miglior film